# Farbror Melins torg

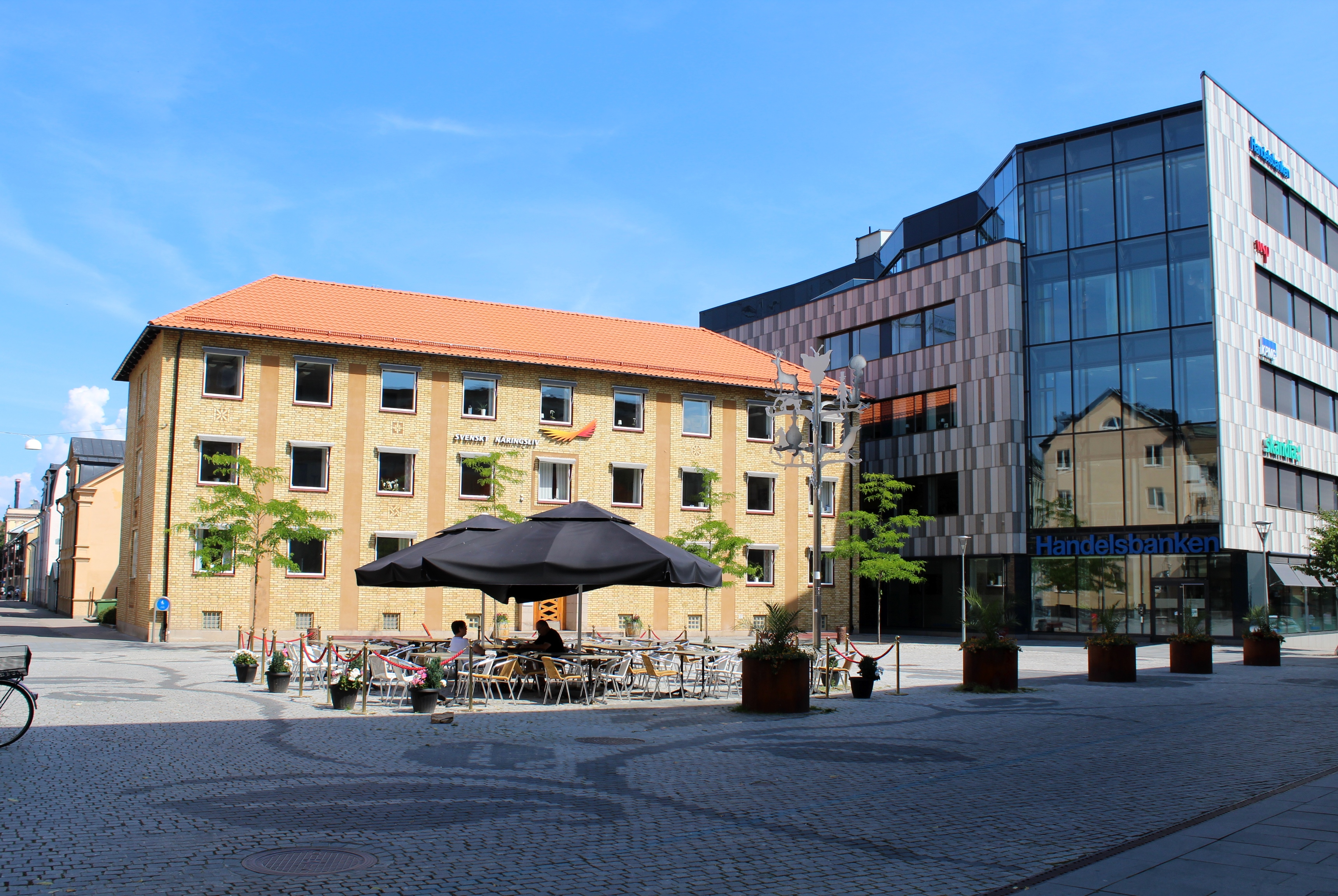
Farbror Melins torg, med byggnaden som uppfördes som polishus.

Farbror Melins torg är ett torg i Linköpings innerstad. Torget gränsar mot Ågatan, där bland annat Åhléns har entré mot torget. Torget invigdes i juni 2015 efter en större omgörning av platsen.

## Stavningskontrovers
Torget fick sitt namn av frälsningssoldaten och Linköpingsprofilen Lars Johan Mellin, som levde mellan 1860 och 1939. Namnvalet föreslogs 2011 när omdaning till ett torg först diskuterades. Hans namn förekommer både med stavningen ett "l" och med två "ll", men det har framgått att han själv föredrog stavning med dubbelt "l". Först lanserades också stavningen med två "l" för torget, men det ändrades med motiveringen att enkelt "l" var vanligare i officiella förteckningar. Dessutom motiverade namnkommittén beslutet, felaktigt, med att på gravstenen är stavningen med ett "l". Beslutsmotiveringen justerades, men beslutet att stava med ett "l" låg kvar.

## Historik
Lars Johan Mellin bodde på en liten tomt på torget vars trädgård utsågs till Linköpings vackraste 1917. Till trädgården bjöd han äldre, värnpliktiga och seminarister på kaffebjudningar. Det skapade långvariga vänskapsband och dessa "Farbror Mellins pojkar" samlade pengar till hans begravning och gravplats.
År 1944 revs den gamla träkåksbebyggelsen och ett modernt polishus byggdes. Det var då landets modernaste men Linköpings polishus har därefter flyttat två gånger till nya lokaler, och byggnaden kallas därför "gamla gamla polishuset". När polisen lämnade byggnaden 1990 flyttade Svenskt näringsliv in i lokalerna, och år 2023 tog IT- och teknikkonsultbolaget Sigma över.
Platsen framför polishuset fick inget särskilt namn förrän den omdanades till ett torg 2015, efter en arkeologisk undersökning ledd av Östergötlands museum. I samband med torgets invigning, invigdes också skulpturen "Farbror Melins funderingar". En sex meter hög trädformad skulptur i rostfritt stål av Richard Johansson.